# Tempo medio di funzionamento fra due manutenzioni
Il significato dell'acronimo MTBM è Mean Time Between Maintenance (Tempo medio di funzionamento fra due interventi di manutenzione).
L'MTBM è la media statistica dei tempi di disponibilità nelle condizioni stabilite tra due successivi interventi di manutenzione (Preventiva o a guasto).
È uno dei parametri chiave per valutare l'efficacia del Servizio di Manutenzione.
Nel caso di Tasso di guasto costante, questo indicatore è direttamente proporzionale all'affidabilità.